# Hughey, the Process Server
Hughey, the Process Server è un cortometraggio muto del 1916 diretto da Wally Van e interpretato da Hughie Mack, Kate Price, William Shea, Flora Finch e Robert Gaillord.

## Produzione
Il film fu prodotto dalla Vitagraph Company of America.

## Distribuzione
Distribuito dalla General Film Company, il film - un cortometraggio in una bobina - uscì nelle sale cinematografiche statunitensi il 21 febbraio 1916.